# DUX4
双同源异型框4（英語：Double homeobox, 4，简称DUX4）基因位于染色体4q35亚端粒区域的D4Z4重复序列。D4Z4重复序列的长度具多态性，在第10号染色体也发现类似D4Z4重复序列。